# Suko Jember
Suko Jember is een bestuurslaag in het regentschap Jember van de provincie Oost-Java, Indonesië. Suko Jember telt 6207 inwoners (volkstelling 2010).